# Kjell Storelid
Kjell Storelid (ur. 24 października 1970 w Stord) – norweski łyżwiarz szybki, dwukrotny medalista olimpijski.

## Kariera
Największe sukcesy Kjell Storelid osiągnął podczas igrzysk olimpijskich w Lillehammer w 1994 roku. Zdobył tam srebrne medale na dystansach 5000 i 10 000 metrów, w obu biegach przegrywając jedynie ze swym rodakiem, Johannem Olavem Kossem. Na rozgrywanych cztery lata później igrzyskach w Nagano był ósmy na 5000 m i piąty na dwukrotnie dłuższym dystansie. Brał też udział w igrzyskach w Salt Lake City w 2002 roku, zajmując ósme miejsce w biegu na 10 000 m. Nigdy nie zdobył medalu mistrzostw świata, jego najlepszym wynikiem było szóste miejsce wywalczone podczas wielobojowych mistrzostw świata w Göteborgu w 1994 roku. Podczas mistrzostw Europy w Hamar w 1994 roku i mistrzostw Europy w Heerenveen w 1997 roku zajmował piąte miejsce. Wielokrotnie stawał na podium zawodów Pucharu Świata, odnosząc przy tym dwa zwycięstwa. W sezonie 1997/1998 zajął drugie miejsce w klasyfikacji końcowej na 5000 m/10 000 m, a sezon 1993/1994 ukończył na trzeciej pozycji. W 1997 roku był mistrzem Norwegii w wieloboju.